# Bains, Haute-Loire
Bains är en kommun i departementet Haute-Loire i regionen Auvergne-Rhône-Alpes i centrala Frankrike. Kommunen ligger i kantonen Solignac-sur-Loire som tillhör arrondissementet Le Puy-en-Velay. År 2022 hade Bains 1 387 invånare.

## Befolkningsutveckling
Antalet invånare i kommunen Bains
| Referens: INSEE |